# Margot Frank
Margot Betti Frank nota semplicemente come Margot Frank (Francoforte sul Meno, 16 febbraio 1926 – Bergen-Belsen, febbraio o marzo 1945) è stata una deportata ebrea tedesca, nota soprattutto per essere stata sorella di Anna Frank, divenuta un simbolo della Shoah per il suo diario, scritto nel periodo in cui lei e la sua famiglia si nascondevano dai nazisti, e per la sua tragica morte nel campo di concentramento di Bergen-Belsen.
Come la sorella, visse parte della sua vita ad Amsterdam, nei Paesi Bassi, dove la famiglia si era rifugiata dopo l'ascesa al potere dei nazisti in Germania. Fu privata della cittadinanza tedesca nel 1935, divenendo così apolide. Secondo la testimonianza contenuta nel diario della sorella, anche Margot tenne un diario della vita clandestina il quale, tuttavia, non fu mai trovato.

## I primi anni e la scuola
Margot Betti, il cui secondo nome è un omaggio alla zia materna Bettina Holländer (1898-1914) morta a 16 anni di tubercolosi, nacque a Francoforte sul Meno in una famiglia ebraica composta da suo padre Otto, sua madre Edith Holländer e dalla sorella minore Anna. Frequentò la Ludwig-Richter-Schule a Francoforte fino a che l'ascesa di Adolf Hitler a cancelliere del Reich, il 30 gennaio 1933, portò ad un aumento delle misure antiebraiche e alla conseguente espulsione degli ebrei dalle scuole pubbliche. Il crescente antisemitismo della Germania nazista portò la famiglia Frank ad unirsi agli oltre 63.000 ebrei che lasciarono il Reich per emigrare nei Paesi Bassi.
Inizialmente Edith Frank-Holländer e le figlie si trasferirono ad Aquisgrana mentre il padre Otto andò ad Amsterdam ad organizzare il trasferimento della famiglia. Margot e sua madre raggiunsero poi Otto il 5 dicembre 1933 seguite da Anna nel febbraio del 1934. Margot cominciò qui a frequentare una scuola elementare sulla Jekerstraat, vicino alla loro nuova residenza nella parte meridionale di Amsterdam, dove si fece notare per gli ottimi risultati scolastici finché nel 1941, un anno dopo l'invasione tedesca dei Paesi Bassi e l'introduzione delle leggi razziali, fu costretta a iscriversi ad una scuola ebraica. Anche qui comunque si distinse per la dedizione allo studio e l'intelligenza e nei ricordi degli ex compagni è descritta come virtuosa, riservata e profondamente religiosa.
Nel suo diario, Anna ricorda come sua madre le suggerisse spesso di prendere Margot a modello. Anna descrive inoltre come Margot avesse una relazione migliore della sua con la madre e come la sorella possedesse una natura più timida e tollerante della propria. Mentre Anna ereditò dal padre un atteggiamento ambivalente nei confronti della Torah, Margot seguì l'esempio della madre e si interessò molto alla vita della comunità ebraica della capitale olandese. Prendeva lezioni di ebraico, frequentava la sinagoga e, nel 1941, si unì ad un gruppo di giovani sionisti olandesi che volevano emigrare in Israele per fondare uno stato ebraico dove, secondo il diario di Anna, lei sognava di diventare levatrice.

## Arresto e morte

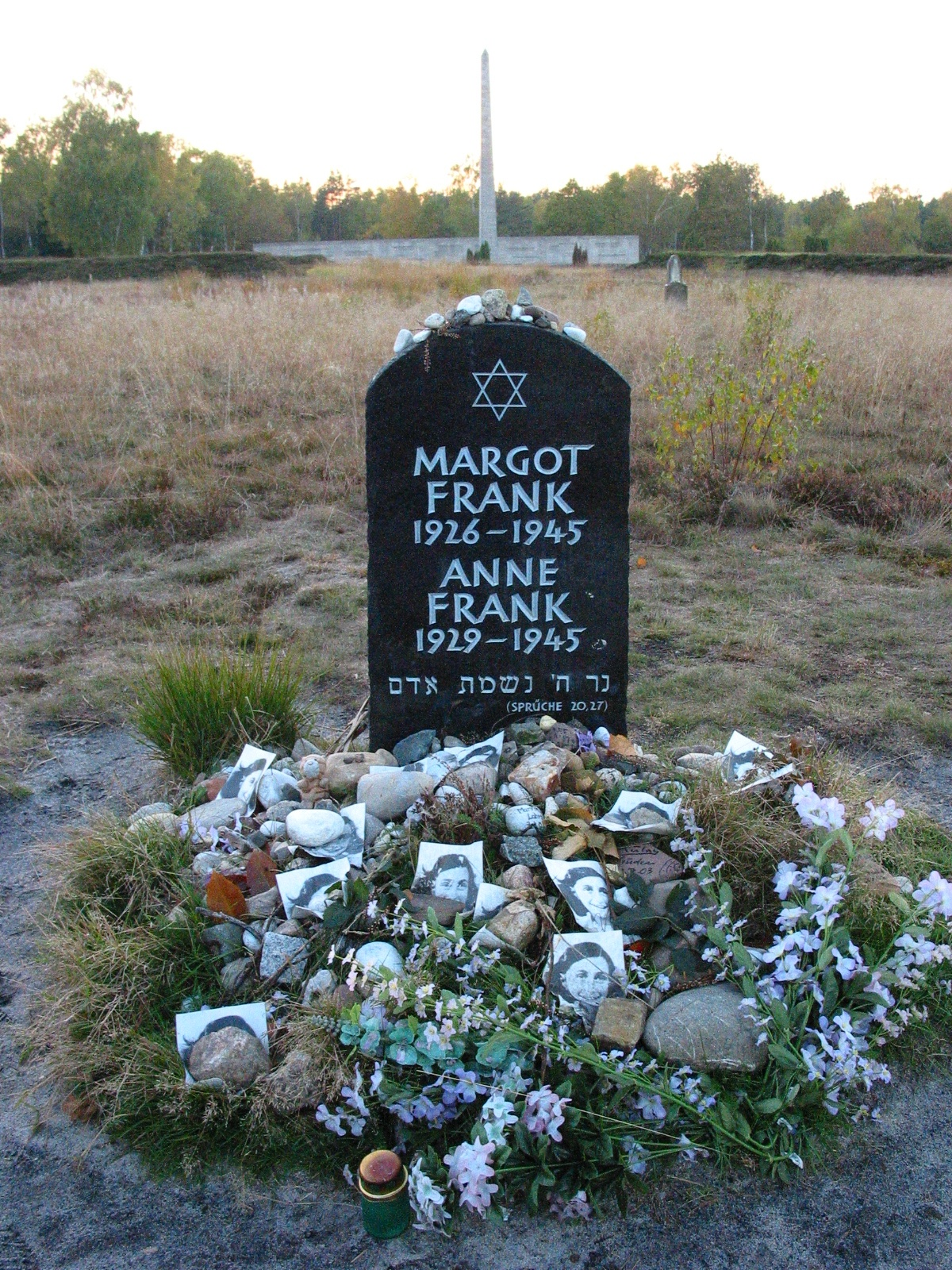
Memoriale per Margot e Anna Frank a Bergen Belsen

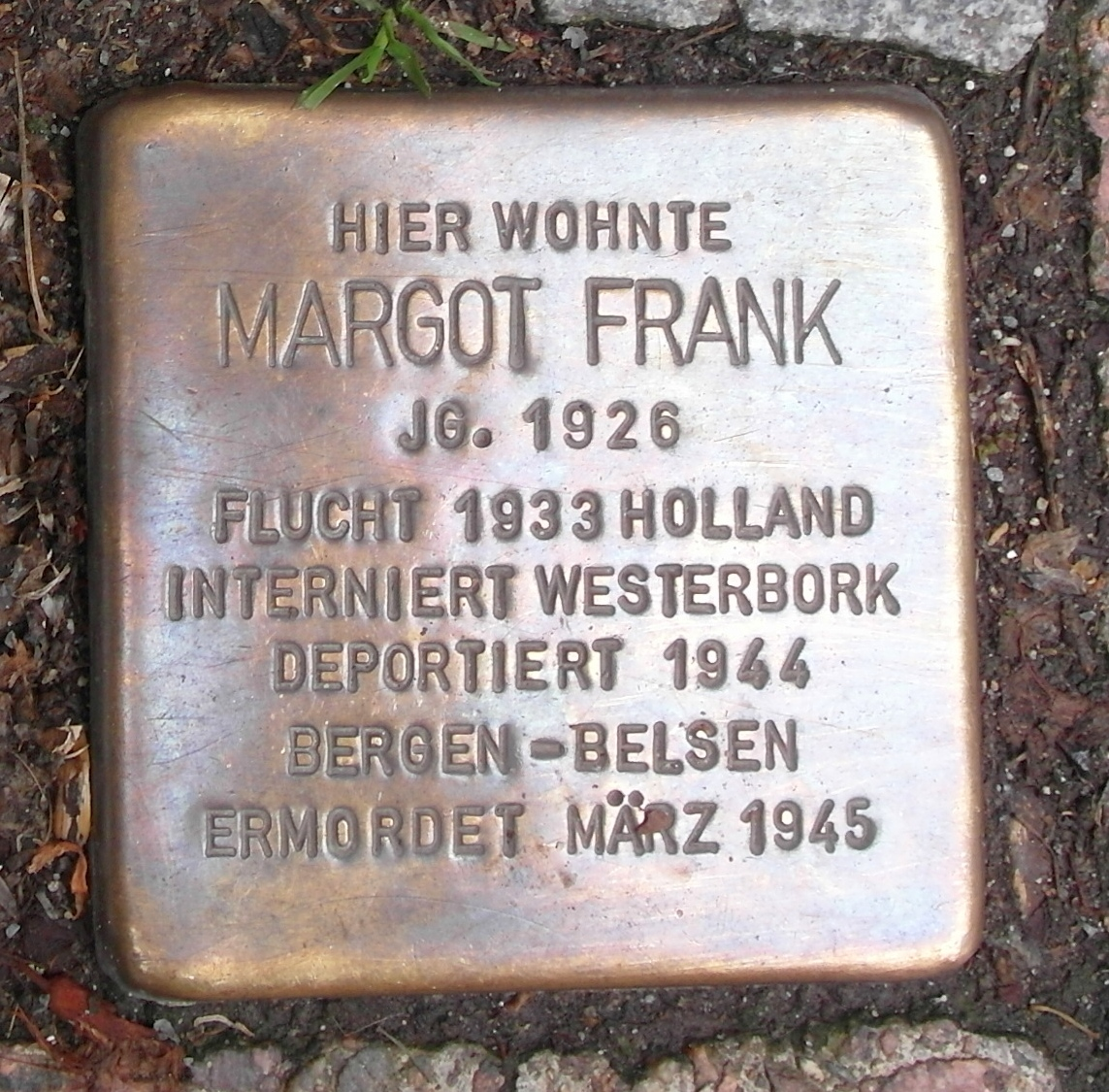
La pietra di inciampo di Margot Frank ad Aquisgrana

Il 5 luglio 1942 Margot ricevette, da parte del comando di occupazione nazista, un avviso di comparizione per essere inviata ad un campo di lavoro in Germania; in conseguenza, il giorno dopo cominciò a nascondersi, assieme alla sua famiglia, nell'alloggio segreto realizzato al piano superiore dell'edificio in Prinsengracht 263 dove si trovava la ditta di confetture di suo padre e dove, in seguito, vennero raggiunti da altri quattro rifugiati ebrei: la famiglia Van Pels e Fritz Pfeffer. Rimasero tutti nascosti nell'alloggio segreto, aiutati da alcuni amici e dipendenti della ditta, fino al 4 agosto 1944, giorno in cui furono traditi da un delatore e arrestati dalla Gestapo.
Assieme agli altri occupanti del nascondiglio segreto, Margot fu portata all'interno del quartier generale nazista della città di Amsterdam dove trascorse la notte del 4 agosto. Vennero poi tutti trasferiti in una cella della vicina prigione dove restarono tre giorni. In seguito, caricati su un treno l'8 agosto, vennero portati al campo di concentramento di Westerbork. Dal momento che, nel 1942, la famiglia Frank si era rifiutata di rispondere alla richiesta di comparizione di Margot e che si era data alla clandestinità, essi (assieme a Fritz Pfeffer e alla famiglia Van Pels) furono dichiarati criminali dagli ufficiali del campo e assegnati ai lavori forzati in un impianto di smantellamento di batterie. Rimasero assegnati a questo compito fino al 3 settembre 1944 quando furono selezionati per la deportazione al campo di concentramento di Auschwitz Birkenau.
Il 6 settembre di quell'anno Margot e gli altri componenti della famiglia Frank arrivarono a Birkenau e, sopravvissuti alla selezione, vennero divisi nei vari sottocampi. Circa due mesi dopo, il 30 ottobre, Anna e Margot vennero ulteriormente trasferite al campo di concentramento di Bergen-Belsen in Germania dove contrassero il tifo esantematico durante l'inverno del 1944. Margot morì durante il mese di febbraio del 1945 all'età di 18 o 19 anni. Pochi giorni dopo Margot morì anche Anna. Janny Brandes-Brilleslijper e sua sorella Lientje raccontarono di averle sepolte assieme in una delle fosse comuni del campo. Nell'agosto del 1945, una volta tornata nei Paesi Bassi e guarita dal tifo, Janny scrisse a Otto Frank per informarlo della morte delle figlie.
Otto Frank fu l'unico a sopravvivere tra coloro che si nascosero nell'alloggio segreto. Al suo ritorno ad Amsterdam, Miep Gies gli consegnò il diario di Anna, che aveva trovato nell'alloggio e che aveva nascosto subito dopo l'arresto degli occupanti. Il diario che Margot tenne durante gli anni di clandestinità nell'alloggio segreto non venne mai trovato e andò quindi perduto. Ciononostante nel 2003 furono trovate e pubblicate alcune lettere scritte da Margot e Anna ad alcuni amici di penna negli Stati Uniti. L'attore Buddy Elias (1925-2015) era un suo cugino di primo grado e rimase fino alla morte, avvenuta nel 2015, il suo ultimo parente in vita.

## Teatro, cinema e televisione
Margot Frank appare come personaggio nei numerosi adattamenti del diario di Anna Frank, per il teatro, il cinema e la televisione. L'attrice che per prima ha creato il ruolo nella produzione teatrale di Broadway del 1955 è stata Eva Rubinstein, mentre nel celebre film di George Stevens del 1959 la parte è stata interpretata da Diane Baker. In seguito si sono cimentati nella parte altre note attrici come Marisa Pavan e Felicity Jones. Nel 1988 a Madrid è stata messa in scena anche una versione musicale del Diario, dove Margot Frank è stato interpretata da Rocío León.
| Anno | Margot Frank        | Teatro / Cinema / Televisione                                                                                     | Adattamento                          | Regia                       |
| ---- | ------------------- | --- | ------------------------------------ | --------------------------- |
| 1955 | Eva Rubinstein      | Il diario di Anna Frank (The Diary of Anne Frank), riduzione teatrale (Broadway)                                  | Frances Goodrich & Albert Hackett    | Garson Kanin                |
| 1958 | Karola Ebeling      | Il diario di Anna Frank (Das Tagebuch der Anne Frank), film TV (Germania Est)                                     | Frances Goodrich & Albert Hackett    | Emil Stöhr                  |
| 1959 | Diane Baker         | Il diario di Anna Frank, film (USA)                                                                               | Frances Goodrich & Albert Hackett    | George Stevens              |
| 1962 | --                  | Il diario di Anna Frank (Dagboek van Anne Frank), film TV (Paesi Bassi)                                           | Frances Goodrich & Albert Hackett    |                             |
| 1967 | Marisa Pavan        | Il diario di Anna Frank, film TV (USA)                                                                            | Frances Goodrich & Albert Hackett    | Alex Segal                  |
| 1979 | Miyuki Ueda (voce)  | Anne no nikki: Anne Frank monogatari ("Il diario di Anna: la storia di Anna Frank"), film d'animazione (Giappone) | Ryūzō Nakanishi                      | Eiji Okabe                  |
| 1980 | Melora Marshall     | Il diario di Anna Frank, film TV (USA)                                                                            | Frances Goodrich & Albert Hackett    | Boris Sagal                 |
| 1982 | Elvira Schuster     | Il diario di Anna Frank (Das Tagebuch der Anne Frank), film TV (Germania Est)                                     | Frances Goodrich & Albert Hackett    | Mirjana Erceg               |
| 1985 | Edith Andriesse     | Il diario di Anna Frank (Het dagboek van Anne Frank), film TV (Paesi Bassi)                                       | Frances Goodrich & Albert Hackett    | Jeroen Krabbé & Hank Onrust |
| 1987 | Emma Bowe           | Il diario di Anna Frank, miniserie TV in 4 episodi (UK)                                                           | Elaine Morgan                        | Gareth Davies               |
| 1988 | Georgia Slowe       | The Attic: The Hiding of Anne Frank, film TV (USA)                                                                | Miep Gies                            | John Erman                  |
| 1995 | Seiko Nakano (voce) | Anne no nikki ("Il diario di Anna"), film d'animazione (Giappone)                                                 | Hachirô Konno & Roger Pulvers        | Akinori Nagaoka             |
| 1997 | Missy Yager         | Il diario di Anna Frank (The Diary of Anne Frank), riduzione teatrale (Broadway revival)                          | Frances Goodrich & Albert Hackett    | James Lapine                |
| 2001 | Jessica Manley      | La storia di Anna Frank (Anne Frank: The Whole Story), miniserie TV in 2 episodi (USA)                            | Kirk Ellis & Melissa Müller          | Robert Dornhelm             |
| 2008 | Rocío León          | El diario de Ana Frank - Un canto a la vida, musical (Spagna)                                                     | José Luis Tierno & Jaime Azpilicueta | Daniel Garcìa Chavéz        |
| 2009 | Felicity Jones      | Il diario di Anna Frank, miniserie TV in 5 episodi (UK)                                                           | Deborah Moggach                      | Jon Jones                   |
| 2010 | Kapriellan Alexa    | Mi ricordo Anna Frank, film TV (Italia)                                                                           | Alison Leslie Gold                   | Alberto Negrin              |

## Film riguardanti Margot Frank
- Il diario di Anna Frank, film del 1959 diretto da George Stevens
- Anne no nikki: Anne Frank monogatari ("Il diario di Anna: la storia di Anna Frank"), film d'animazione giapponese per la televisione del 1978 diretto da Eiji Okabe
- Il diario di Anna Frank, film del 1980 diretto da Boris Sagal
- Anne no nikki ("Il diario di Anna"), film d'animazione giapponese del 1995 diretto da Akinori Nagaoka
- La storia di Anna Frank, miniserie televisiva statunitense del 2001
- Il diario di Anna Frank, film per la televisione inglese del 2008
- Mi ricordo Anna Frank, film per la televisione italiano del 2009.